# Copa América 1987/Kader
Dieser Artikel enthält die Kader der 10 Nationalmannschaften bei der Copa América 1987. Die Spiele mit statistischen Details beinhaltet der Artikel Copa América 1987/Spiele.

## Gruppe A

### Argentinien
| Nr. | Position   | Name                   | Verein                             | Geburtsdatum  | Alter | Anzahl der Spiele | Tor | Rote Karte |
| --- | ---------- | ---------------------- | ---------------------------------- | ------------- | ----- | ----------------- | --- | ---------- |
| 15  | Torwart    | Luis Islas             | CA Independiente                   | 25. Dez. 1965 | 21    | 4                 | 0   | 0          |
| 18  | Torwart    | Sergio Goycochea       | River Plate                        | 17. Okt. 1963 | 23    | 0                 | 0   | 0          |
| 22  | Torwart    | Jorge Bartero          | CA Vélez Sarsfield                 | 28. Okt. 1957 | 29    | 0                 | 0   | 0          |
| 05  | Abwehr     | José Luis Brown        | Stade Brest                        | 11. Nov. 1956 | 30    | 4                 | 0   | 0          |
| 06  | Abwehr     | Hernán Díaz            | Rosario Central                    | 26. Feb. 1965 | 22    | 2                 | 0   | 0          |
| 09  | Abwehr     | José Luis Cuciuffo     | CA Vélez Sarsfield                 | 1. Feb. 1961  | 26    | 4                 | 0   | 0          |
| 13  | Abwehr     | Oscar Garré            | Ferro Carril Oeste                 | 9. Dez. 1956  | 30    | 0                 | 0   | 0          |
| 16  | Abwehr     | Julio Olarticoechea    | Argentinos Juniors                 | 8. Okt. 1958  | 28    | 4                 | 0   | 0          |
| 19  | Abwehr     | Oscar Ruggeri          | River Plate                        | 26. Jan. 1962 | 25    | 4                 | 0   | 0          |
| 21  | Abwehr     | Jorge Theiler          | Newell’s Old Boys                  | 12. Mai 1964  | 23    | 0                 | 0   | 0          |
| 01  | Mittelfeld | Roque Alfaro           | River Plate                        | 15. Aug. 1956 | 30    | 4                 | 0   | 0          |
| 02  | Mittelfeld | Sergio Batista         | Argentinos Juniors                 | 9. Nov. 1962  | 24    | 3                 | 0   | 1          |
| 08  | Mittelfeld | Oscar Acosta           | Ferro Carril Oeste                 | 18. Okt. 1964 | 22    | 0                 | 0   | 0          |
| 10  | Mittelfeld | Diego Maradona         | SSC Neapel                         | 30. Okt. 1960 | 26    | 4                 | 3   | 0          |
| 12  | Mittelfeld | Darío Siviski          | San Lorenzo de Almagro             | 20. Dez. 1962 | 24    | 1                 | 0   | 0          |
| 14  | Mittelfeld | Ricardo Giusti         | CA Independiente                   | 11. Dez. 1956 | 30    | 4                 | 0   | 0          |
| 20  | Mittelfeld | Carlos Tapia           | Boca Juniors                       | 20. Aug. 1962 | 24    | 4                 | 0   | 0          |
| 03  | Sturm      | Claudio Caniggia       | River Plate                        | 9. Jan. 1967  | 20    | 4                 | 2   | 0          |
| 04  | Sturm      | Oscar Dertycia         | Instituto Atlético Central Córdoba | 3. März 1965  | 22    | 0                 | 0   | 0          |
| 07  | Sturm      | Juan Gilberto Funes    | River Plate                        | 8. März 1963  | 24    | 2                 | 0   | 0          |
| 11  | Sturm      | José Alberto Percudani | CA Independiente                   | 26. März 1965 | 22    | 4                 | 0   | 0          |
| 17  | Sturm      | Pedro Pasculli         | US Lecce                           | 17. Mai 1960  | 27    | 0                 | 0   | 0          |

Trainer:  Carlos Bilardo

### Ecuador
| Nr. | Position   | Name                   | Verein                  | Geburtsdatum  | Alter | Anzahl der Spiele | Tor | Rote Karte |
| --- | ---------- | ---------------------- | ----------------------- | ------------- | ----- | ----------------- | --- | ---------- |
| 01  | Torwart    | Héctor Chiriboga       | LDU Quito               | 23. März 1966 | 21    | 1                 | 0   | 0          |
| 01  | Torwart    | Carlos Luis Morales    | Barcelona Sporting Club | 12. Juni 1965 | 22    | 1                 | 0   | 0          |
| 20  | Torwart    | Carlos Milton Enríquez | Deportivo Quito         | 22. Mai 1966  | 21    | 0                 | 0   | 0          |
| 02  | Abwehr     | Luis Bolivar Mosquera  | CD El Nacional          | 14. Dez. 1964 | 22    | 2                 | 0   | 0          |
| 03  | Abwehr     | Kléber Fajardo         | Club Sport Emelec       | 1. Jan. 1965  | 22    | 2                 | 0   | 0          |
| 04  | Abwehr     | Wilson Macías          | CD Filanbanco           | 30. Sep. 1965 | 21    | 2                 | 0   | 0          |
| 06  | Abwehr     | Luis Capurro           | CD Filanbanco           | 1. Mai 1961   | 26    | 2                 | 0   | 0          |
| 13  | Abwehr     | Pablo Esteban Marin    | Deportivo Cuenca        | 22. Aug. 1965 | 21    | 2                 | 0   | 0          |
| 15  | Abwehr     | Urlín Canga            | Club Sport Emelec       | 29. Aug. 1959 | 27    | 0                 | 0   | 0          |
| 16  | Abwehr     | Juan Carlos Jácome     | LDU Quito               | 6. Nov. 1960  | 26    | 0                 | 0   | 0          |
| 05  | Mittelfeld | Edgar Germán Domínguez | CD Filanbanco           | 23. Dez. 1962 | 24    | 0                 | 0   | 0          |
| 07  | Mittelfeld | Jaime Baldeón          | CD El Nacional          | 25. Feb. 1959 | 28    | 2                 | 0   | 0          |
| 08  | Mittelfeld | Álex Aguinaga          | Deportivo Quito         | 7. Juni 1969  | 18    | 1                 | 0   | 0          |
| 10  | Mittelfeld | Hamilton Cuvi          | CD Filanbanco           | 8. Mai 1960   | 27    | 2                 | 1   | 0          |
| 17  | Mittelfeld | Pietro Marsetti        | LDU Quito               | 22. Feb. 1965 | 22    | 0                 | 0   | 0          |
| 18  | Mittelfeld | Galo Vásquez           | Barcelona Sporting Club | 31. Dez. 1957 | 29    | 2                 | 0   | 0          |
| 19  | Mittelfeld | José Jacinto Vega      | Barcelona Sporting Club | 27. Nov. 1958 | 28    | 2                 | 0   | 0          |
| 09  | Sturm      | Lupo Quiñónez          | Barcelona Sporting Club | 12. Feb. 1957 | 30    | 2                 | 0   | 0          |
| 11  | Sturm      | Geovanny Alfonso Mera  | Barcelona Sporting Club | 12. Feb. 1957 | 30    | 2                 | 0   | 0          |
| 14  | Sturm      | Raúl Avilés            | Club Sport Emelec       | 16. Feb. 1964 | 23    | 1                 | 0   | 0          |

Trainer:  Luis Grimaldi

### Peru
| Nr. | Position   | Name                      | Verein                           | Geburtsdatum  | Alter | Anzahl der Spiele | Tor | Rote Karte |
| --- | ---------- | ------------------------- | -------------------------------- | ------------- | ----- | ----------------- | --- | ---------- |
| 01  | Torwart    | César Chávez-Riva         | Universitario de Deportes        | 22. Nov. 1964 | 23    | 0                 | 0   | 0          |
| 12  | Torwart    | José González Ganoza      | Alianza Lima                     | 10. Juli 1954 | 33    | 2                 | 0   | 0          |
| 02  | Abwehr     | Percy Olivares            | Sporting Cristal                 | 5. Juni 1968  | 19    | 0                 | 0   | 0          |
| 03  | Abwehr     | Martín Duffó              | Juventud La Palma                | 1. Feb. 1963  | 24    | 0                 | 0   | 0          |
| 04  | Abwehr     | Pedro Leonardo Rojas León | Universitario de Deportes        | 9. Okt. 1962  | 24    | 2                 | 0   | 0          |
| 05  | Abwehr     | Pedro Requena             | Universitario de Deportes        | 15. Okt. 1961 | 25    | 2                 | 0   | 0          |
| 13  | Abwehr     | Jorge Arteaga             | Sporting Cristal                 | 29. Dez. 1966 | 20    | 0                 | 0   | 0          |
| 14  | Abwehr     | Juan Reynoso              | Alianza Lima                     | 28. Dez. 1969 | 17    | 1                 | 0   | 0          |
| 16  | Abwehr     | Jorge Olaechea            | Deportivo Cali                   | 27. Aug. 1956 | 30    | 2                 | 0   | 0          |
| 18  | Abwehr     | Cedric Vásquez            | CD San Agustín                   | 30. Juni 1959 | 28    | 2                 | 0   | 1          |
| 06  | Mittelfeld | Javier Chirinos           | Universitario de Deportes        | 8. Mai 1960   | 27    | 2                 | 0   | 0          |
| 07  | Mittelfeld | César Loyola              | Sporting Cristal                 | 13. Sep. 1965 | 21    | 1                 | 0   | 0          |
| 08  | Mittelfeld | Eduardo Malásquez         | Universitario de Deportes        | 13. Okt. 1957 | 29    | 1                 | 0   | 0          |
| 10  | Mittelfeld | Julio César Uribe         | América de Cali                  | 9. Mai 1958   | 29    | 1                 | 0   | 1          |
| 15  | Mittelfeld | Jorge Cordero             | Unión Huaral                     | 6. Jan. 1962  | 25    | 0                 | 0   | 0          |
| 17  | Mittelfeld | Luis Reyna                | Universitario de Deportes        | 16. Mai 1959  | 28    | 1                 | 1   | 0          |
| 20  | Mittelfeld | Roberto Martínez          | CD San Agustín                   | 3. Dez. 1967  | 19    | 1                 | 0   | 0          |
| 21  | Mittelfeld | José del Solar            | CD San Agustín                   | 28. Nov. 1967 | 19    | 1                 | 0   | 0          |
| 09  | Sturm      | Franco Navarro            | CA Independiente                 | 10. Nov. 1961 | 25    | 2                 | 0   | 0          |
| 11  | Sturm      | Jorge Hirano              | Club Bolívar                     | 16. Aug. 1956 | 30    | 2                 | 0   | 0          |
| 19  | Sturm      | Eugenio La Rosa           | Alianza Lima                     | 20. Dez. 1962 | 24    | 2                 | 1   | 0          |
| 22  | Sturm      | José Anselmo Soto         | Universidad Técnica de Cajamarca | 21. Apr. 1965 | 22    | 0                 | 0   | 0          |

Trainer:  Fernando Cuéllar Ávalos

## Gruppe B

### Brasilien
| Nr. | Position   | Name          | Verein                    | Geburtsdatum  | Alter | Anzahl der Spiele | Tor | Rote Karte |
| --- | ---------- | ------------- | ------------------------- | ------------- | ----- | ----------------- | --- | ---------- |
| 01  | Torwart    | Carlos        | Corinthians São Paulo     | 4. März 1956  | 31    | 2                 | 0   | 0          |
| 12  | Torwart    | Zé Carlos     | Flamengo Rio de Janeiro   | 7. Feb. 1962  | 25    | 0                 | 0   | 0          |
| 22  | Torwart    | Régis         | America FC (RJ)           | 23. Apr. 1965 | 22    | 0                 | 0   | 0          |
| 02  | Abwehr     | Josimar       | Botafogo FR               | 19. Sep. 1961 | 25    | 2                 | 0   | 0          |
| 03  | Abwehr     | Geraldo       | Cruzeiro Belo Horizonte   | 24. Apr. 1963 | 24    | 2                 | 0   | 0          |
| 04  | Abwehr     | Ricardo Rocha | Guarani FC                | 11. Sep. 1962 | 24    | 2                 | 0   | 0          |
| 05  | Abwehr     | Douglas       | Cruzeiro Belo Horizonte   | 1. März 1963  | 24    | 2                 | 0   | 0          |
| 06  | Abwehr     | Nelsinho      | FC São Paulo              | 31. Dez. 1962 | 24    | 2                 | 1   | 1          |
| 13  | Abwehr     | Jorginho      | Flamengo Rio de Janeiro   | 17. Aug. 1964 | 22    | 0                 | 0   | 0          |
| 14  | Abwehr     | Ricardo Gomes | Fluminense Rio de Janeiro | 13. Dez. 1964 | 22    | 0                 | 0   | 0          |
| 15  | Abwehr     | Júlio César   | HSC Montpellier           | 8. März 1963  | 24    | 1                 | 0   | 0          |
| 08  | Mittelfeld | Raí           | Botafogo FC (SP)          | 15. Mai 1965  | 22    | 2                 | 0   | 0          |
| 10  | Mittelfeld | Edu Marangon  | Portuguesa                | 15. Feb. 1963 | 24    | 2                 | 1   | 0          |
| 11  | Mittelfeld | Valdo         | Grêmio Porto Alegre       | 12. Jan. 1964 | 23    | 2                 | 0   | 0          |
| 16  | Mittelfeld | Dunga         | CR Vasco da Gama          | 31. Okt. 1963 | 23    | 0                 | 0   | 0          |
| 18  | Mittelfeld | Paulo Silas   | FC São Paulo              | 27. Aug. 1968 | 21    | 1                 | 0   | 0          |
| 07  | Sturm      | Müller        | FC São Paulo              | 31. Jan. 1966 | 21    | 2                 | 0   | 0          |
| 09  | Sturm      | Careca        | SSC Neapel                | 5. Okt. 1960  | 26    | 2                 | 1   | 0          |
| 17  | Sturm      | Edu Manga     | Palmeiras São Paulo       | 2. Feb. 1967  | 20    | 0                 | 0   | 0          |
| 19  | Sturm      | Romário       | CR Vasco da Gama          | 29. Jan. 1966 | 21    | 2                 | 1   | 0          |
| 20  | Sturm      | Mirandinha    | Newcastle United          | 2. Juli 1959  | 28    | 0                 | 0   | 0          |
| 21  | Sturm      | João Paulo    | Guarani FC                | 7. Sep. 1964  | 22    | 0                 | 0   | 0          |

Trainer:  Carlos Alberto Silva

### Chile
| Nr. | Position   | Name                 | Verein                  | Geburtsdatum  | Alter | Anzahl der Spiele | Tor | Rote Karte |
| --- | ---------- | -------------------- | ----------------------- | ------------- | ----- | ----------------- | --- | ---------- |
| 01  | Torwart    | Roberto Rojas        | CSD Colo-Colo           | 8. Aug. 1957  | 29    | 4                 | 0   | 0          |
| 12  | Torwart    | Marco Cornez         | CD Universidad Católica | 15. Okt. 1957 | 29    | 0                 | 0   | 0          |
| 22  | Torwart    | Mario Osbén          | CD Cobreloa             | 14. Juli 1950 | 37    | 0                 | 0   | 0          |
| 02  | Abwehr     | Patricio Reyes       | CF Universidad de Chile | 27. Nov. 1957 | 29    | 3                 | 0   | 0          |
| 03  | Abwehr     | Ricardo Toro         | CD Palestino            | 20. Dez. 1961 | 25    | 2                 | 0   | 0          |
| 04  | Abwehr     | Luis Hormazábal      | CSD Colo-Colo           | 13. Feb. 1959 | 28    | 3                 | 0   | 0          |
| 11  | Abwehr     | Fernando Astengo     | Grêmio Porto Alegre     | 8. Jan. 1960  | 27    | 4                 | 1   | 1          |
| 19  | Abwehr     | Álex Martínez        | CD Universidad Católica | 26. Okt. 1959 | 27    | 1                 | 0   | 0          |
| 05  | Mittelfeld | Luis Rodríguez       | CF Universidad de Chile | 16. März 1961 | 26    | 0                 | 0   | 0          |
| 06  | Mittelfeld | Jaime Pizarro        | CSD Colo-Colo           | 2. März 1964  | 23    | 4                 | 0   | 0          |
| 08  | Mittelfeld | Eduardo Gómez        | CD Cobreloa             | 2. Juni 1958  | 29    | 3                 | 0   | 2          |
| 13  | Mittelfeld | Jaime Vera           | CSD Colo-Colo           | 5. März 1963  | 24    | 2                 | 1   | 0          |
| 14  | Mittelfeld | Rubén Espinoza       | CD Universidad Católica | 1. Juni 1961  | 26    | 1                 | 0   | 0          |
| 17  | Mittelfeld | Sergio Salgado       | CD Cobreloa             | 12. Aug. 1958 | 28    | 3                 | 1   | 0          |
| 18  | Mittelfeld | Patricio Mardones    | CD Universidad Católica | 17. Juli 1962 | 25    | 4                 | 0   | 0          |
| 20  | Mittelfeld | Héctor Puebla        | CD Cobreloa             | 10. Juli 1955 | 32    | 3                 | 0   | 0          |
| 07  | Sturm      | Ivo Basay            | Everton                 | 13. Apr. 1966 | 21    | 4                 | 2   | 0          |
| 09  | Sturm      | Juan Carlos Letelier | CD Cobreloa             | 20. Mai 1959  | 28    | 4                 | 3   | 0          |
| 10  | Sturm      | Jorge Contreras      | UD Las Palmas           | 7. März 1960  | 27    | 4                 | 1   | 0          |
| 15  | Sturm      | Osvaldo Hurtado      | CD Universidad Católica | 2. Nov. 1957  | 29    | 1                 | 0   | 0          |
| 16  | Sturm      | Iván Zamorano        | CD Cobreloa             | 18. Jan. 1967 | 20    | 1                 | 0   | 0          |
| 21  | Sturm      | Hugo Rubio           | CSD Colo-Colo           | 5. Juli 1960  | 27    | 1                 | 0   | 0          |

Trainer:  Orlando Aravena

### Venezuela
| Nr. | Position   | Name                    | Verein                | Geburtsdatum  | Alter | Anzahl der Spiele | Tor | Rote Karte |
| --- | ---------- | ----------------------- | --------------------- | ------------- | ----- | ----------------- | --- | ---------- |
| 01  | Torwart    | César Baena             | FC Caracas            | 13. Jan. 1961 | 26    | 1                 | 0   | 0          |
| 12  | Torwart    | Daniel Nikolac          | Marítimo Caracas      | 11. Mai 1961  | 26    | 1                 | 0   | 0          |
| 02  | Abwehr     | René Torres             | Estudiantes de Mérida | 13. Okt. 1960 | 26    | 2                 | 0   | 0          |
| 03  | Abwehr     | Julio Alberto Quintero  | Portuguesa FC         | 31. Okt. 1964 | 22    | 1                 | 0   | 0          |
| 04  | Abwehr     | Pedro Acosta            | Marítimo Caracas      | 28. Nov. 1959 | 27    | 2                 | 1   | 0          |
| 05  | Abwehr     | Héctor Enrique Rivas    | Marítimo Caracas      | 27. Sep. 1968 | 18    | 2                 | 0   | 0          |
| 07  | Abwehr     | Franco Rizzi            | Marítimo Caracas      | 13. Juli 1964 | 23    | 2                 | 0   | 0          |
| 15  | Abwehr     | Zdenko Morovic          | Deportivo Italia      | 31. Aug. 1966 | 20    | 1                 | 0   | 0          |
| 16  | Abwehr     | Pablo Mendoza           | Deportivo Italia      |               |       | 1                 | 0   | 0          |
| 21  | Abwehr     | Gerardo Ferrebús        | FC Caracas            | 21. Juni 1956 | 31    | 0                 | 0   | 0          |
| 06  | Mittelfeld | José Francisco Nieto    | Deportivo Táchira FC  | 6. Nov. 1958  | 28    | 2                 | 0   | 0          |
| 10  | Mittelfeld | Carlos Maldonado        | Deportivo Táchira FC  | 30. Juli 1963 | 23    | 0                 | 0   | 0          |
| 17  | Mittelfeld | Robert Ellie            | Deportivo Italia      | 11. Mai 1959  | 28    | 0                 | 0   | 0          |
| 18  | Mittelfeld | Asdrúbal Sánchez        | Estudiantes de Mérida | 1. Apr. 1958  | 29    | 2                 | 0   | 0          |
| 20  | Mittelfeld | William Méndez          | Deportivo Táchira FC  | 10. Dez. 1958 | 28    | 2                 | 0   | 0          |
| 08  | Sturm      | Nelson Carrero          | Marítimo Caracas      | 3. Feb. 1953  | 34    | 2                 | 0   | 1          |
| 09  | Sturm      | Herbert Márquez         | Marítimo Caracas      | 10. Nov. 1961 | 25    | 2                 | 0   | 0          |
| 11  | Sturm      | Wilton Arreaza          | FC Caracas            | 12. Aug. 1966 | 20    | 2                 | 0   | 0          |
| 13  | Sturm      | Ildemaro Fernández      | Estudiantes de Mérida | 27. Dez. 1961 | 25    | 1                 | 0   | 0          |
| 14  | Sturm      | Iván Isea               | Marítimo Caracas      | 12. Feb. 1964 | 23    | 1                 | 0   | 0          |
| 19  | Sturm      | Angel de Jesús Castillo | Deportivo Italia      | 18. Apr. 1957 | 30    | 0                 | 0   | 0          |
| 22  | Sturm      | Rodolfo Carvajal        | Estudiantes de Mérida | 8. Feb. 1952  | 35    | 0                 | 0   | 0          |

Trainer:  Rafael Santana

## Gruppe C

### Bolivien
Mauricio Ramos und Marciano Saldías traten die Reise nach Argentinien nicht mit an.
| Nr. | Position   | Name                  | Verein                     | Geburtsdatum  | Alter | Anzahl der Spiele | Tor | Rote Karte |
| --- | ---------- | --------------------- | -------------------------- | ------------- | ----- | ----------------- | --- | ---------- |
| 01  | Torwart    | Luis Esteban Galarza  | Club The Strongest         | 26. Dez. 1950 | 36    | 1                 | 0   | 0          |
| 12  | Torwart    | Marco Antonio Barrero | Club Jorge Wilstermann     | 26. Jan. 1962 | 25    | 2                 | 0   | 0          |
| 02  | Abwehr     | Rómer Roca            | Oriente Petrolero          | 1. Juli 1966  | 21    | 0                 | 0   | 0          |
| 03  | Abwehr     | Miguel Noro           | Club Blooming              | 22. Aug. 1961 | 25    | 2                 | 0   | 0          |
| 04  | Abwehr     | Félix Vera            | Club Jorge Wilstermann     | 18. Mai 1961  | 26    | 2                 | 0   | 0          |
| 05  | Abwehr     | Rolando Coimbra       | Club Blooming              | 25. Feb. 1960 | 27    | 2                 | 0   | 1          |
| 06  | Abwehr     | Eduardo Villegas      | Club The Strongest         | 29. März 1964 | 23    | 2                 | 0   | 0          |
| 11  | Abwehr     | Wilson Ávila          | Oriente Petrolero          | 19. Apr. 1958 | 29    | 2                 | 0   | 0          |
| 18  | Abwehr     | Carlos Arias Torrico  | Club Bolívar               | 25. Aug. 1956 | 30    | 2                 | 0   | 0          |
| 07  | Mittelfeld | Marciano Saldías      | Oriente Petrolero          | 25. Apr. 1966 | 21    | 0                 | 0   | 0          |
| 08  | Mittelfeld | José Milton Melgar    | Boca Juniors               | 20. Sep. 1959 | 27    | 1                 | 0   | 0          |
| 09  | Mittelfeld | Federico Justiniano   | Club Destroyers            | 18. Juli 1964 | 23    | 1                 | 0   | 0          |
| 10  | Mittelfeld | Carlos Fernando Borja | Club Bolívar               | 25. Dez. 1960 | 26    | 2                 | 0   | 0          |
| 13  | Mittelfeld | Mauricio Ramos        | Academia Tahuichi Aguilera | 23. Sep. 1969 | 17    | 2                 | 0   | 0          |
| 14  | Sturm      | Roly Paniagua         | Club Blooming              | 14. Nov. 1966 | 20    | 2                 | 0   | 1          |
| 15  | Sturm      | Álvaro Peña           | Club Blooming              | 11. Feb. 1965 | 22    | 2                 | 0   | 0          |
| 16  | Sturm      | Óscar Ramírez         | Oriente Petrolero          | 29. Juli 1961 | 25    | 2                 | 0   | 0          |
| 17  | Sturm      | Víctor Hugo Antelo    | Oriente Petrolero          | 2. Nov. 1964  | 22    | 0                 | 0   | 0          |
| 19  | Sturm      | Gastón Taborga        | Club Blooming              | 11. Nov. 1960 | 26    | 1                 | 0   | 0          |
| 20  | Sturm      | Silvio Edmundo Rojas  | Club Blooming              | 3. Nov. 1959  | 27    | 0                 | 0   | 0          |

Trainer:  Nito Veiga

### Kolumbien
| Nr. | Position   | Name                    | Verein            | Geburtsdatum  | Alter | Anzahl der Spiele | Tor | Rote Karte |
| --- | ---------- | ----------------------- | ----------------- | ------------- | ----- | ----------------- | --- | ---------- |
| 01  | Torwart    | René Higuita            | Atlético Nacional | 28. Aug. 1966 | 20    | 4                 | 0   | 0          |
| 12  | Torwart    | Mario Jiménez           | Deportes Quindío  | 26. Mai 1959  | 28    | 0                 | 0   | 0          |
| 02  | Abwehr     | Luis Carlos Perea       | Atlético Nacional | 29. Dez. 1963 | 23    | 3                 | 0   | 1          |
| 03  | Abwehr     | Nolberto Molina         | Atlético Nacional | 5. Jan. 1953  | 34    | 4                 | 0   | 0          |
| 04  | Abwehr     | Luis Herrera            | Atlético Nacional | 12. Feb. 1962 | 25    | 4                 | 0   | 0          |
| 05  | Mittelfeld | Carlos Hoyos            | Deportivo Cali    | 8. Feb. 1962  | 25    | 4                 | 0   | 0          |
| 14  | Mittelfeld | Alexis Mendoza          | Atlético Junior   | 9. Nov. 1961  | 25    | 1                 | 0   | 0          |
| 16  | Mittelfeld | Jorge Porras            | América de Cali   | 25. Dez. 1959 | 27    | 1                 | 0   | 0          |
| 06  | Mittelfeld | José Ricardo Pérez      | Atlético Nacional | 24. Okt. 1963 | 23    | 2                 | 0   | 1          |
| 08  | Mittelfeld | Leonel Álvarez          | Atlético Nacional | 29. Juli 1965 | 21    | 4                 | 0   | 0          |
| 10  | Mittelfeld | Carlos Valderrama       | Deportivo Cali    | 2. Sep. 1961  | 25    | 4                 | 1   | 0          |
| 17  | Mittelfeld | Mario Coll              | Atlético Junior   | 20. Aug. 1960 | 26    | 2                 | 0   | 0          |
| 18  | Mittelfeld | Gabriel Gómez           | Millonarios FC    | 15. Dez. 1959 | 27    | 1                 | 1   | 0          |
| 20  | Mittelfeld | Alexander Escobar Gañán | América de Cali   | 8. Feb. 1965  | 22    | 1                 | 0   | 0          |
| 07  | Sturm      | Antony de Ávila         | América de Cali   | 21. Dez. 1962 | 24    | 3                 | 0   | 0          |
| 09  | Sturm      | Juan Jairo Galeano      | Atlético Nacional | 12. Aug. 1962 | 24    | 4                 | 1   | 0          |
| 11  | Sturm      | Bernardo Redín          | América de Cali   | 26. Feb. 1963 | 24    | 4                 | 1   | 0          |
| 13  | Sturm      | John Jairo Tréllez      | Atlético Nacional | 29. Apr. 1968 | 19    | 1                 | 0   | 0          |
| 15  | Sturm      | Sergio Angulo           | Deportivo Cali    | 14. Sep. 1960 | 26    | 1                 | 0   | 0          |
| 19  | Sturm      | Arnoldo Iguarán         | Millonarios FC    | 18. Jan. 1957 | 30    | 3                 | 4   | 0          |

Trainer:  Francisco Maturana

### Paraguay
| Nr. | Position   | Name                           | Verein                    | Geburtsdatum  | Alter | Anzahl der Spiele | Tor | Rote Karte |
| --- | ---------- | ------------------------------ | ------------------------- | ------------- | ----- | ----------------- | --- | ---------- |
| 01  | Torwart    | Roberto Fernández              | Deportivo Cali            | 9. Juli 1954  | 33    | 2                 | 0   | 0          |
| 12  | Torwart    | Raúl Navarro                   | Club Cerro Porteño        | 14. März 1962 | 25    | 0                 | 0   | 0          |
| 22  | Torwart    | Carlos Colarte                 | Club Sol de América       | 1. Sep. 1961  | 25    | 0                 | 0   | 0          |
| 02  | Abwehr     | Juan Torales                   | Club Libertad             | 9. Mai 1959   | 28    | 2                 | 0   | 0          |
| 03  | Abwehr     | Rogelio Delgado                | Club Olimpia              | 12. Okt. 1959 | 27    | 2                 | 0   | 0          |
| 04  | Abwehr     | Justo Jacquet                  | Club Cerro Porteño        | 9. Sep. 1961  | 25    | 2                 | 0   | 0          |
| 05  | Abwehr     | César Zabala                   | Club Cerro Porteño        | 3. Juni 1961  | 26    | 2                 | 0   | 0          |
| 05  | Abwehr     | Gustavo Benítez                | Club Olimpia              | 5. Feb. 1953  | 34    | 1                 | 0   | 0          |
| 13  | Abwehr     | Virginio Cáceres               | Club Guaraní              | 21. Juli 1962 | 25    | 0                 | 0   | 0          |
| 14  | Abwehr     | Librado Rodriguez              | Atlético Colegiales       | 1957          | 30    | 0                 | 0   | 0          |
| 15  | Abwehr     | Marcelino Blanco               | Club Sol de América       | 3. Jan. 1966  | 21    | 0                 | 0   | 0          |
| 06  | Mittelfeld | Jorge Guasch                   | Club Olimpia              | 17. Jan. 1961 | 26    | 0                 | 0   | 0          |
| 07  | Mittelfeld | Julio César Romero             | Fluminense Rio de Janeiro | 28. Aug. 1960 | 26    | 2                 | 0   | 0          |
| 10  | Mittelfeld | Adolfino Cañete                | Unión Magdalena           | 13. Sep. 1957 | 29    | 2                 | 0   | 0          |
| 18  | Mittelfeld | Felix Ricardo Torres Rodríguez | Club Sol de América       | 28. Apr. 1962 | 25    | 1                 | 0   | 0          |
| 20  | Mittelfeld | Jorge Amado Nunes              | Club Olimpia              | 18. Okt. 1961 | 25    | 2                 | 0   | 0          |
| 21  | Mittelfeld | Rafael Bobadilla               | Millonarios FC            | 4. Okt. 1963  | 23    | 0                 | 0   | 0          |
| 09  | Sturm      | Roberto Cabañas                | América de Cali           | 11. Apr. 1961 | 26    | 2                 | 0   | 0          |
| 11  | Sturm      | Ramón Hicks                    | CE Sabadell               | 30. Mai 1959  | 28    | 1                 | 0   | 0          |
| 16  | Sturm      | Eumelio Palacios               | Club Libertad             | 15. Sep. 1964 | 22    | 2                 | 0   | 0          |
| 17  | Sturm      | Buenaventura Ferreira          | Club Guaraní              | 4. Juli 1960  | 27    | 1                 | 0   | 0          |
| 19  | Sturm      | Gabriel González Chaves        | Club Cerro Porteño        | 18. März 1961 | 26    | 2                 | 0   | 0          |

Trainer:  Silvio Parodi

## Halbfinale

### Uruguay
| Nr. | Position   | Name                      | Verein                 | Geburtsdatum  | Alter | Anzahl der Spiele | Tor | Rote Karte |
| --- | ---------- | ------------------------- | ---------------------- | ------------- | ----- | ----------------- | --- | ---------- |
| 01  | Torwart    | Jorge Seré                | Danubio FC             | 9. Juli 1961  | 26    | 0                 | 0   | 0          |
| 12  | Torwart    | Eduardo Pereira           | Peñarol Montevideo     | 21. März 1954 | 33    | 2                 | 0   | 0          |
| 22  | Torwart    | Héctor Tuja               | Defensor Sporting      | 6. März 1960  | 27    | 0                 | 0   | 0          |
| 02  | Abwehr     | Gonzalo Díaz              | Montevideo Wanderers   | 14. Apr. 1966 | 21    | 0                 | 0   | 0          |
| 03  | Abwehr     | Nelson Gutiérrez          | River Plate            | 13. Apr. 1962 | 25    | 2                 | 0   | 0          |
| 04  | Abwehr     | Obdulio Trasante          | Peñarol Montevideo     | 20. Apr. 1960 | 27    | 2                 | 0   | 0          |
| 05  | Abwehr     | José Pintos Saldanha      | Nacional Montevideo    | 25. März 1964 | 23    | 2                 | 0   | 0          |
| 13  | Abwehr     | Óscar Aguirregaray        | Defensor Sporting      | 25. Okt. 1959 | 27    | 0                 | 0   | 0          |
| 14  | Abwehr     | Alfonso Domínguez         | Peñarol Montevideo     | 25. Okt. 1959 | 27    | 2                 | 0   | 0          |
| 06  | Mittelfeld | José Enrique Peña         | Montevideo Wanderers   | 25. Mai 1963  | 24    | 2                 | 0   | 0          |
| 08  | Mittelfeld | Gustavo Matosas           | Peñarol Montevideo     | 25. Mai 1967  | 20    | 2                 | 0   | 0          |
| 10  | Mittelfeld | Enzo Francescoli          | RC Paris               | 12. Nov. 1961 | 25    | 2                 | 0   | 1          |
| 15  | Mittelfeld | José Perdomo              | Peñarol Montevideo     | 5. Jan. 1965  | 22    | 2                 | 0   | 1          |
| 16  | Mittelfeld | Pablo Bengoechea          | Montevideo Wanderers   | 27. Juni 1965 | 22    | 2                 | 1   | 0          |
| 17  | Mittelfeld | Erardo Cóccaro            | Club Atlético Progreso | 20. Jan. 1961 | 26    | 0                 | 0   | 0          |
| 19  | Mittelfeld | Gustavo Dalto             | Danubio FC             | 16. März 1963 | 24    | 0                 | 0   | 0          |
| 21  | Mittelfeld | Eduardo da Silva          | Peñarol Montevideo     | 19. Aug. 1966 | 20    | 1                 | 0   | 0          |
| 07  | Sturm      | Antonio Alzamendi         | River Plate            | 7. Juni 1956  | 31    | 2                 | 1   | 0          |
| 09  | Sturm      | Enrique Báez              | Montevideo Wanderers   | 16. Jan. 1966 | 21    | 0                 | 0   | 0          |
| 11  | Sturm      | Rubén Sosa                | Real Saragossa         | 25. Apr. 1966 | 21    | 2                 | 0   | 0          |
| 18  | Sturm      | Mauricio Joselito Silvera | Nacional Montevideo    | 30. Dez. 1964 | 22    | 0                 | 0   | 0          |
| 19  | Sturm      | Wálter Pelletti           | Montevideo Wanderers   | 31. Mai 1966  | 21    | 0                 | 0   | 0          |

Trainer:  Roberto Fleitas